# Doctor Who (1.ª temporada clássica)
A primeira temporada clássica da série de ficção científica britânica Doctor Who foi originalmente transmitida pela BBC TV entre 1963 e 1964. Ela começou em 23 de novembro 1963 com a primeira parte do seriado An Unearthly Child e terminou com a sexta e última parte de The Reign of Terror em 12 de setembro de 1964. O show foi criado pelo diretor de drama da BBC, Sydney Newman, para preencher o horário de sábado à noite e apelar para o público mais jovem e mais velho dos programas vizinhos. A formatação do programa foi feita por Newman, bem como pelo diretor de folhetins Donald Wilson, pelo roteirista C. E. Webber e o produtor Rex Tucker. A produção foi supervisionada pela primeira produtora mulher da BBC, Verity Lambert, e pelo editor de histórias David Whitaker, ambos responsáveis pelos roteiros e histórias.
A temporada apresenta William Hartnell como a primeira encarnação do Doutor, um alienígena que viaja através do tempo e do espaço em sua TARDIS, uma máquina do tempo cujo exterior se assemelha com uma caixa policial britânica. Carole Ann Ford interpreta a neta do Doutor, Susan Foreman, que atua como sua acompanhante ao lado de seus professores Ian Chesterton e Barbara Wright, interpretados por William Russell e Jacqueline Hill, respectivamente. Ao longo da temporada, o Doutor e seus companheiros viajam pela história e para o futuro. Episódios históricos foram destinados a educar os espectadores sobre eventos significativos, como a civilização asteca e a Revolução Francesa; por sua vez, as tramas futuristas adotaram uma abordagem mais sutil, como o tema do pacifismo com os Daleks.
Os oito seriados da temporada foram escritos por seis roteiristas: Whitaker, Anthony Coburn, Terry Nation, John Lucarotti, Peter R. Newman e Dennis Spooner. O show foi desenvolvido com três tipos específicos de histórias imaginadas: passado, tecnologia futura e presente alternativo; Coburn, Lucarotti e Spooner escreveram episódios históricos, Nation e Newman foram responsáveis pelos enredos futuristas e Whitaker escreveu um seriado "filler" ambientado inteiramente dentro da TARDIS. Os diretores dos episódios eram em grande maioria novatos, como Waris Hussein, John Gorrie, John Crockett, Henric Hirsch, Richard Martin, Christopher Barry e Frank Cox; a exceção foi o experiente Mervyn Pinfield, que dirigiu os quatro partes iniciais de The Sensorites. As filmagens começaram em setembro de 1963 e duraram aproximadamente nove meses, com gravações semanais ocorrendo principalmente no Lime Grove Studios ou no BBC Television Centre.
O primeiro episódio da série, ofuscado pelo assassinato de John F. Kennedy no dia anterior, foi assistido por 4,4 milhões de telespectadores; ele foi repetido na semana seguinte e o programa ganhou popularidade com o público, particularmente com a introdução dos Daleks no segundo seriado, que foi assistido por 10,4 milhões de pessoas. A temporada recebeu críticas geralmente positivas, com elogios particularmente direcionados aos roteiros e atuações. No entanto, muitos revisores em análises retroativas notaram que Susan não tinha desenvolvimento de personagem e era geralmente retratada como uma donzela em perigo, uma crítica frequentemente repetida por Ford. Vários episódios foram apagados pela BBC entre 1967 e 1972, e apenas 33 de um total de 42 sobreviveram; todas as sete partes de Marco Polo e duas de The Reign of Terror continuam perdidas dos arquivos da emissora. Os seriados existentes receberam vários lançamentos em VHS e DVD, bem como romances vinculados.

## Elenco
- William Hartnell como o Primeiro Doutor (creditado como "Dr. Who")
- Carole Ann Ford como Susan Foreman
- Jacqueline Hill comk Barbara Wright
- William Russell como Ian Chesterton

O ator William Hartnell foi escalado como o Doutor, um misterioso viajante alienígena; sua interpretação do personagem passou a ser conhecida como o Primeiro Doutor. Na temporada, o Doutor é acompanhado por três acompanhantes: sua neta Susan Foreman (Carole Ann Ford) e seus professores Ian Chesterton (William Russell) e Barbara Wright (Jacqueline Hill).

## Seriais
Verity Lambert foi produtor, David Whitaker foi editor de histórias e Mervyn Pinfield como produtor associado.
Um ano inteiro de produção foi gravado, mas foi decidido manter as duas últimas histórias para transmissão como o início da segunda temporada.
A 1.ª temporada é uma das temporadas mais completas de Doctor Who dos anos 60, já que todos, exceto dois dos ar os, estão completos no arquivo da BBC. Os únicos seriados que têm episódios perdidos são Marco Polo (todos os 7 episódios) e The Reign of Terror (2 episódios). Marco Polo é um dos três arcos que não tem filmagens sobreviventes de nenhuma fonte (os outros são "Mission to the Unknown" e The Massacre of St Bartholomew's Eve, ambos da 3.ª temporada). The Reign of Terror teve seus dois episódios perdidos reconstruídos usando animação para seu lançamento em DVD.
| 1 | 1 | An Unearthly Child      | "An Unearthly Child"          | Waris Hussein     | Anthony Coburn e C. E. Webber (não-creditado) | 23 de novembro de 1963  | A | 4,4  | 63 |
| 1 | 1 | An Unearthly Child      | "The Cave of Skulls"          | Waris Hussein     | Anthony Coburn                                | 30 de novembro de 1963  | A | 5,9  | 59 |
| 1 | 1 | An Unearthly Child      | "The Forest of Fear"          | Waris Hussein     | Anthony Coburn                                | 7 de dezembro de 1963   | A | 6,9  | 56 |
| 1 | 1 | An Unearthly Child      | "The Firemaker"               | Waris Hussein     | Anthony Coburn                                | 14 de dezembro de 1963  | A | 6,4  | 55 |
| Os professores Ian Chesterton e Barbara Wright estão preocupados com uma de suas alunas, Susan Foreman, que parece ter uma visão muito estranha sobre a Inglaterra. Eles vieram ao seu endereço listado para investigar. Eles chegam em um ferro-velho e encontram uma cabine policial, que não é comum. Quando Ian e Barbara entram, descobrem que é muito maior por dentro do que por fora. Na TARDIS, Susan e seu avô, o Doutor. Temendo que Barbara e Ian entreguem o segredo da TARDIS, ele os sequestra e leva a máquina para a Idade da Pedra, onde eles terão que lutar por suas vidas. |   |                         |                               |                   |                                               |                         |   |      |    |
| 2 | 2 | The Daleks              | "The Dead Planet"             | Christopher Barry | Terry Nation                                  | 21 de dezembro de 1963  | B | 6,9  | 59 |
| 2 | 2 | The Daleks              | "The Survivors"               | Christopher Barry | Terry Nation                                  | 28 de dezembro de 1963  | B | 6,4  | 58 |
| 2 | 2 | The Daleks              | "The Escape"                  | Richard Martin    | Terry Nation                                  | 4 de janeiro de 1964    | B | 8,9  | 63 |
| 2 | 2 | The Daleks              | "The Ambush"                  | Christopher Barry | Terry Nation                                  | 11 de janeiro de 1964   | B | 9,9  | 63 |
| 2 | 2 | The Daleks              | "The Expedition"              | Christopher Barry | Terry Nation                                  | 18 de janeiro de 1964   | B | 9,9  | 63 |
| 2 | 2 | The Daleks              | "The Ordeal"                  | Richard Martin    | Terry Nation                                  | 25 de janeiro de 1964   | B | 10,4 | 63 |
| 2 | 2 | The Daleks              | "The Rescue"                  | Richard Martin    | Terry Nation                                  | 1 de fevereiro de 1964  | B | 10,4 | 65 |
| O Doutor, Ian, Barbara e Susan são capturados pelos Daleks e descobrem que estão no rescaldo de uma guerra neutrônica entre os Daleks e os Thals. |   |                         |                               |                   |                                               |                         |   |      |    |
| 3 | 3 | The Edge of Destruction | "The Edge of Destruction"     | Richard Martin    | David Whitaker                                | 8 de fevereiro de 1964  | C | 10,4 | 61 |
| 3 | 3 | The Edge of Destruction | "The Brink of Disaster"       | Frank Cox         | David Whitaker                                | 15 de fevereiro de 1964 | C | 9,9  | 60 |
| O Doutor, ao tentar corrigir os circuitos de navegação defeituosos da TARDIS, causa uma pequena explosão. O Doutor, Barbara, Ian e Susan ficam temporariamente inconscientes. Depois que eles acordam, Ian e Susan parecem ter ligeiros casos de amnésia e todos começam a agir de maneira estranha. |   |                         |                               |                   |                                               |                         |   |      |    |
| 4 | 4 | Marco Polo              | "The Roof of the World"†      | Waris Hussein     | John Lucarotti                                | 22 de fevereiro de 1964 | D | 9,4  | 63 |
| 4 | 4 | Marco Polo              | "The Singing Sands"†          | Waris Hussein     | John Lucarotti                                | 29 de fevereiro de 1964 | D | 9,4  | 62 |
| 4 | 4 | Marco Polo              | "Five Hundred Eyes"†          | Waris Hussein     | John Lucarotti                                | 7 de março de 1964      | D | 9,4  | 62 |
| 4 | 4 | Marco Polo              | "The Wall of Lies"†           | John Crockett     | John Lucarotti                                | 14 de março de 1964     | D | 9,9  | 60 |
| 4 | 4 | Marco Polo              | "Rider from Shang-Tu"†        | Waris Hussein     | John Lucarotti                                | 21 de março de 1964     | D | 9,4  | 59 |
| 4 | 4 | Marco Polo              | "Mighty Kublai Khan"†         | Waris Hussein     | John Lucarotti                                | 28 de março de 1964     | D | 8,4  | 59 |
| 4 | 4 | Marco Polo              | "Assassin at Peking"†         | Waris Hussein     | John Lucarotti                                | 4 de abril de 1964      | D | 10,4 | 59 |
| Chegando na Ásia Central em 1289, o Doutor, Ian, Barbara e Susan acompanham Marco Polo em sua jornada ao poderoso Kublai Khan, testemunhando muitas visões incríveis e sobrevivendo a perigos ao longo do caminho. |   |                         |                               |                   |                                               |                         |   |      |    |
| 5 | 5 | The Keys of Marinus     | "The Sea of Death"            | John Gorrie       | Terry Nation                                  | 11 de abril de 1964     | E | 9,9  | 62 |
| 5 | 5 | The Keys of Marinus     | "The Velvet Web"              | John Gorrie       | Terry Nation                                  | 18 de abril de 1964     | E | 9,4  | 60 |
| 5 | 5 | The Keys of Marinus     | "The Screaming Jungle"        | John Gorrie       | Terry Nation                                  | 25 de abril de 1964     | E | 9,9  | 61 |
| 5 | 5 | The Keys of Marinus     | "The Snows of Terror"         | John Gorrie       | Terry Nation                                  | 2 de maio de 1964       | E | 10,4 | 60 |
| 5 | 5 | The Keys of Marinus     | "Sentence of Death"           | John Gorrie       | Terry Nation                                  | 9 de maio de 1964       | E | 7,9  | 61 |
| 5 | 5 | The Keys of Marinus     | "The Keys of Marinus"         | John Gorrie       | Terry Nation                                  | 16 de maio de 1964      | E | 6,9  | 63 |
| O Doutor, Ian, Barbara e Susan são forçados a encontrar e recuperar as cinco chaves da Consciência de Marinus, um computador legislativo no planeta Marinus. As chaves estão espalhadas pelo planeta e não devem entrar nas mãos erradas do Voord, Yartek. |   |                         |                               |                   |                                               |                         |   |      |    |
| 6 | 6 | The Aztecs              | "The Temple of Evil"          | John Crockett     | John Lucarotti                                | 23 de maio de 1964      | F | 7,4  | 62 |
| 6 | 6 | The Aztecs              | "The Warriors of Death"       | John Crockett     | John Lucarotti                                | 30 de maio de 1964      | F | 7,4  | 62 |
| 6 | 6 | The Aztecs              | "The Bride of Sacrifice"      | John Crockett     | John Lucarotti                                | 6 de junho de 1964      | F | 7,9  | 57 |
| 6 | 6 | The Aztecs              | "The Day of Darkness"         | John Crockett     | John Lucarotti                                | 13 de junho de 1964     | F | 7,4  | 58 |
| No México do século XV, Barbara é confundida com uma reencarnação feminina do antigo sacerdote Yetaxa e assume seu disfarce e identidade. De sua nova posição de poder, Barbara vê sua chance de pôr fim ao sacrifício humano. |   |                         |                               |                   |                                               |                         |   |      |    |
| 7 | 7 | The Sensorites          | "Strangers in Space"          | Mervyn Pinfield   | Peter R. Newman                               | 20 de junho de 1964     | G | 7,9  | 59 |
| 7 | 7 | The Sensorites          | "The Unwilling Warriors"      | Mervyn Pinfield   | Peter R. Newman                               | 27 de junho de 1964     | G | 6,9  | 59 |
| 7 | 7 | The Sensorites          | "Hidden Danger"               | Mervyn Pinfield   | Peter R. Newman                               | 11 de julho de 1964     | G | 7,4  | 56 |
| 7 | 7 | The Sensorites          | "A Race Against Death"        | Mervyn Pinfield   | Peter R. Newman                               | 18 de julho de 1964     | G | 5,5  | 60 |
| 7 | 7 | The Sensorites          | "Kidnap"                      | Frank Cox         | Peter R. Newman                               | 25 de julho de 1964     | G | 6,9  | 57 |
| 7 | 7 | The Sensorites          | "A Desperate Venture"         | Frank Cox         | Peter R. Newman                               | 1 de agosto de 1964     | G | 6,9  | 57 |
| No século XXVIII, uma nave humana é forçada pelos Sensoritas a nunca deixar a órbita da órbita da rica esfera rica em minerais. |   |                         |                               |                   |                                               |                         |   |      |    |
| 8 | 8 | The Reign of Terror     | "A Land of Fear"              | Henric Hirsch     | Dennis Spooner                                | 8 de agosto de 1964     | H | 6,9  | 58 |
| 8 | 8 | The Reign of Terror     | "Guests of Madame Guillotine" | Henric Hirsch     | Dennis Spooner                                | 15 de agosto de 1964    | H | 6,9  | 54 |
| 8 | 8 | The Reign of Terror     | "A Change of Identity"        | Henric Hirsch     | Dennis Spooner                                | 22 de agosto de 1964    | H | 6,9  | 55 |
| 8 | 8 | The Reign of Terror     | "The Tyrant of France"†       | Henric Hirsch     | Dennis Spooner                                | 29 de agosto de 1964    | H | 6,4  | 53 |
| 8 | 8 | The Reign of Terror     | "A Bargain of Necessity"†     | Henric Hirsch     | Dennis Spooner                                | 5 de setembro de 1964   | H | 6,9  | 53 |
| 8 | 8 | The Reign of Terror     | "Prisoners of Conciergerie"   | Henric Hirsch     | Dennis Spooner                                | 12 de setembro de 1964  | H | 6,4  | 55 |
| O Doutor, Ian, Barbara e Susan chegam na França do século XVIII durante a Revolução Francesa. |   |                         |                               |                   |                                               |                         |   |      |    |

↑†  Episódio perdido

## Episódios suplementares
| História | Arco | Título                       | Dirigido por      | Escrito por    | Exibição original    | Cód. de produção | Audiência no Reino Unido (milhões) | AI |
| --- | ---- | ---------------------------- | ----------------- | -------------- | -------------------- | ---------------- | ---------------------------------- | -- |
| 1 | 1    | An Unearthly Child "Pilot"   | Waris Hussein     | Anthony Coburn | 26 de agosto de 1991 | A                | 1,7                                | –  |
| A gravação original do primeiro episódio de "An Unearthly Child". Foi regravada após problemas com o cenário e os problemas que Sydney Newman teve com o desempenho de William Hartnell. |      |                              |                   |                |                      |                  |                                    |    |
| – | –    | The Daleks "The Dead Planet" | Christopher Barry | Terry Nation   | N/A                  | B                | –                                  | –  |
| A gravação original do primeiro episódio de The Daleks. |      |                              |                   |                |                      |                  |                                    |    |

## Episódios perdidos
- Marco Polo – Todos os 7 episódios
- The Reign of Terror – Episódios 4 & 5 (num total de 6)

## Lançamentos em DVD
| Título do arco | Número e duração dos episódios | Data de lançamento (Região 2) | Data de lançamento (Região 4) | Data de lançamento (Região 1) |
| --- | ------------------------------ | ----------------------------- | ----------------------------- | ----------------------------- |
| The Beginning: An Unearthly Child (4 episódios) The Daleks (7 episódios) The Edge of Destruction (2 episódios) Marco Polo (reconstrução) | 13 × 25 min. 1 × 30 min        | 30 de janeiro de 2006         | 2 de março de 2006            | 28 de março de 2006           |
| The Keys of Marinus (6 episódios) | 6 × 25 min.                    | 21 de setembro ss 2009        | 7 de janeiro xs 2010          | 5 de janeiro de 2010          |
| The Aztecs (4 episódios) | 4 × 25 min.                    | 21 de outubro de 2002         | 2 de dezembro de 2002         | 4 de março de 2003            |
| The Aztecs – Edição especial Incluindo Galaxy 4: Airlock                                                                                 | 5 x 25 min.                    | 11 de março de 2013           | 20 de março xs 2013           | 12 de março de 2013           |
| The Sensorites (6 episódios) | 6 × 25 min.                    | 23 de janeiro de 2012         | 2 de fevereiro de 2012        | 14 de fevereiro de 2012       |
| The Reign of Terror (episódios 1–3 & 6 de 6, animação de 4 & 5)                                                                          | 6 × 25 min                     | 28 de janeiro de 2013         | 6 de fevereiro de 2013        | 12 de fevereiro de 2013       |

## Novelizações
| Título do arco          | Título do livro                                     | Autor              | Primeira publicação     |
| ----------------------- | --------------------------------------------------- | ------------------ | ----------------------- |
| An Unearthly Child      | Doctor Who and An Unearthly Child                   | Terrance Dicks     | 15 de outubro de 1981   |
| The Daleks              | Doctor Who in an Exciting Adventure with the Daleks | David Whitaker     | 12 de novembro de 1964  |
| The Edge of Destruction | The Edge of Destruction                             | Nigel Robinson     | 19 de maio de 1988      |
| Marco Polo              | Marco Polo                                          | John Lucarotti     | 13 de dezembro de 1984  |
| The Keys of Marinus     | Doctor Who and the Keys of Marinus                  | Philip Hinchcliffe | 21 de agosto de 1980    |
| The Aztecs              | The Aztecs                                          | John Lucarotti     | 21 de junho de 1984     |
| The Sensorites          | The Sensorites                                      | Nigel Robinson     | 19 de fevereiro de 1987 |
| The Reign of Terror     | The Reign of Terror                                 | Ian Marter         | 19 de março de 1987     |